# Lijst van aardbevingen in 2001

## Januari
- 1 – Aardbeving op de Filipijnen van 7,5 op de schaal van Richter.
- 9 – Aardbeving in Vanuatu van 7,1 op de schaal van Richter.
- 10 – Aardbeving bij het eiland Kodiak in Alaska van 7,0 op de schaal van Richter.
- 13 – Aardbeving in El Salvador van 7,7 op de schaal van Richter. Er vielen minstens 844 doden en bijna 5000 gewonden en meer dan 100.000 gebouwen werden verwoest.
- 26 – Aardbeving in de Indiase staat Gujarat van 7,7 op de schaal van Richter. Er vielen minstens 20.000 doden en bijna 170.000 mensen raakten gewond.

## Februari
- 13 – Aardbeving in El Salvador van 6,6 op de schaal van Richter. Er vielen 315 doden en meer dan 3000 mensen raakten gewond.
- 13 – Aardbeving in het zuiden van Sumatra van 7,4 op de schaal van Richter.
- 24 – Aardbeving in het noorden van de Molukken van 7,1 op de schaal van Richter.

## Juni
- 3 – Aardbeving bij de Kermadeceilanden van 7,2 op de schaal van Richter.
- 23 – Aardbeving in Peru van 8,4 op de schaal van Richter. Er vielen 74 doden en meer dan 2600 gewonden. Er waren enkele aardverschuivingen er was een tsunami van 2,5 meter hoog. Op 7 juli was er een naschok van 7,6 op de schaal van Richter.

## Augustus
- 21 – Aardbeving ten oosten van het Noordereiland van Nieuw-Zeeland van 7,1 op de schaal van Richter.

## Oktober
- 12 – Aardbeving ten zuiden van de Marianen van 7,0 op de schaal van Richter.
- 19 – Aardbeving in de Bandazee van 7,5 op de schaal van Richter.
- 31 – Aardbeving in Papoea-Nieuw-Guinea van 7,0 op de schaal van Richter.

## November
- 14 – Aardbeving in de Chinese provincie Qinghai van 7,8 op de schaal van Richter.

## December
- 12 – Aardbeving ten zuiden van Australië van 7,1 op de schaal van Richter.

1950 ·
1951 ·
1952 ·
1953 ·
1954 ·
1955 ·
1956 ·
1957 ·
1958 ·
1959 ·
1960 ·
1961 ·
1962 ·
1963 ·
1964 ·
1965 ·
1966 ·
1967 ·
1968 ·
1969 ·
1970 ·
1971 ·
1972 ·
1973 ·
1974 ·
1975 ·
1976 ·
1977 ·
1978 ·
1979 ·
1980 ·
1981 ·
1982 ·
1983 ·
1984 ·
1985 ·
1986 ·
1987 ·
1988 ·
1989 ·
1990 ·
1991 ·
1992 ·
1993 ·
1994 ·
1995 ·
1996 ·
1997 ·
1998 ·
1999 ·
2000 ·
2001 ·
2002 ·
2003 ·
2004 ·
2005 ·
2006 ·
2007 ·
2008 ·
2009 ·
2010 ·
2011 ·
2012 ·
2013